# Septoria antirrhini
Septoria antirrhini är en svampart som beskrevs av Desm. 1825. Septoria antirrhini ingår i släktet Septoria och familjen Mycosphaerellaceae.   Inga underarter finns listade i Catalogue of Life.